# Hollywood Night
Hollywood Night est une collection de téléfilms américains. En France, ces téléfilms ont été diffusés de 1993 au 22 avril 2000 sur TF1. Certains téléfilms seront rediffusés par M6 sans aucune référence au générique créé par TF1.

## Concept
Hollywood Night est une création des programmateurs français, qui ont réuni sous cette étiquette un ensemble de téléfilms américains. Cette collection est une anthologie d'histoires d'action, de suspense, parfois érotiques, se déroulant dans les milieux huppés de Californie. Chaque épisode est en réalité un téléfilm type DTV (direct to video) ; d'autres sont des pilotes de séries avortées.

## Distribution
Shannon Tweed actrice et playmate née au Canada joue dans plusieurs de ces téléfilms (Vengeance tous risques, Top model pour cible), d'autres playmates telles Pamela Anderson (Alerte à la blonde), Anna Nicole Smith (Un gratte-ciel en otage), Paula Trickey (Attirance fatale), Susan Slater (Désirs extrêmes), Yancy Butler (Lien fatal), Kathleen Kinmont (Séduction perfide) sont également présentes. Certains de ces programmes connaîtront des suites, notamment "Brigade de choc à Las Vegas" (Nasty boys), ou "Les Guerriers de l'Ombre".
Parmi les réalisateurs, on peut citer Andrew Stevens, Daniel Raskou, ou encore Fred Olen Ray.

## Téléfilms
1. Brigade de choc à Las Vegas (en), diffusé le 20 novembre 1993[2] sur TF1
2. Brigade de choc à Las Vegas II
3. Brigade de choc à Las Vegas III
4. Des flics aux trousses
5. Désir défendu (en) (Seduced and Betrayed) avec Susan Lucci et David Charvet
6. Fausse piste
7. Feux croisés (Last Man Standing) avec Jeff Wincott
8. C.I.A. Nom De Code : Alexa (en) (CIA Code Name: Alexa) avec Lorenzo Lamas et Kathleen Kinmont
9. Un flic entre deux feux
10. Affaires très privées à Beverly Hills (Lady in Waiting) de Fred Gallo (1994) avec Michael Nouri et Shannon Whirry
11. Alerte à la blonde
12. Amère vengeance
13. Attirance fatale (A Kiss Goodnight)
14. Avec les compliments d'Alexa (CIA II: Target Alexa) de Lorenzo Lamas
15. Cap sur le danger
16. Cauchemar en haute mer
17. Comme un oiseau en cage avec Sharon Stone
18. Dans la ligne de feu
19. Dans les bras du tueur
20. Dans les griffes d'une blonde (Save Me) de Alan Roberts (1994) avec Harry Hamlin, Lysette Anthony et Michael Ironside
21. Délit d'amour
22. Désir mortel
23. Désirs extrêmes
24. Émeutes à Los Angeles (Riot) avec Gary Daniels
25. La Croqueuse de Diams
26. Le Visage du danger (Mask of Death) avec Lorenzo Lamas
27. Légitime vengeance
28. L'enquête interdite
29. Les Yeux de la nuit (1990) (en), diffusé le 27 février 1993[3] sur TF1
30. Les Yeux de la nuit 3
31. L'Exécuteur
32. L'Experte
33. The Ex
34. Obscures révélations
35. Piège à domicile
36. Piège de glace
37. Police future (Terminal Justice) avec Lorenzo Lamas
38. Ressemblance fatale
39. Rêves en eau trouble
40. Séduction coupable
41. Sous le signe du tigre
42. Surveillance rapprochée
43. Trio de choc (Maximum Force) avec Sam Jones
44. Un gratte-ciel en otage (en)
45. Un subtil parfum de scandale de Rodney McDonald, avec Martin Kemp, Kate Hodge, Robert Miranda et Deborah Shelton
46. Un tueur sur commande
47. Une fille en cavale
48. Une flingueuse de choc
49. Une sale arnaque
50. Une trop belle cible
51. Vengeance de flic
52. Vengeance tous risques (A Woman Scorned)
53. À chacun sa vengeance avec Gary Daniels
54. Amour fatal (Number One Fan) de Jane Simpson, avec Catherine Mary Stewart, Chad McQueen
55. Apparences trompeuses
56. Belle et dangereuse
57. Cavale criminelle
58. Cruel dilemme
59. Dans la gueule du loup
60. Délit de séduction
61. Dernier rendez-vous
62. Des flics pour cible
63. Désir de femme
64. Désir fatal
65. Double enfer
66. Top model pour cible (en)
67. Ultime étreinte
68. Les intrus dans la nuit
69. Les Deux Visages du crime
70. Programmés pour tuer
71. Sous l'œil du témoin
72. Traque infernale (Bounty Tracker) avec Lorenzo Lamas
73. Attirance extrêmes
74. Confidences interdites
75. Désirs confidentiels
76. Fréquence charme
77. Les Guerriers de l'ombre
78. Les Guerriers de l'ombre 2
79. Haute infidélité
80. Intervention immédiate
81. Péchés capitaux
82. Séduction perfide (The Corporate Ladder)
83. Sous le sceau du secret
84. Un atout de charme
85. Échec au complot (en)
86. Escale en enfer
87. Haute tension
88. La cible témoin
89. La dernière victime
90. La loi du professionnel avec Michael Dudikoff
91. La Marque du serpent (Viper) avec Lorenzo Lamas
92. La protection
93. La Tigresse sort ses griffes (Guardian Angel)
94. L'arme blanche
95. Le témoin de minuit
96. Les Enragés (The Rage) avec Lorenzo Lamas
97. L'homme à abattre
98. Menace sur la ville
99. Objectif top model avec Shannon Tweed
100. Pleins feux sur le président
101. Police parallèle (Mission of Justice) avec Jeff Wincott et Brigitte Nielsen
102. Primes de risque
103. Sabotage
104. Sans aucune pitié
105. Sous le charme du mal
106. Témoin en fuite
107. Le Visage du tueur
108. Duo d'amour et de mort
109. Le tueur sans gage avec Robert Wagner
110. Jeux défendus avec Shannen Doherty

TF1 lance à partir du 4 septembre 1997 Made in America (émission de télévision), une autre collection de téléfilms américains.